# Iris lutescens
El lliri blau, gínjol blanc, lliri menut o lliri nan (Iris lutescens) és una espècie que pertany a la família de les iridàcies.

## Descripció
És una planta amb un rizoma gruixut i flors solitàries o en grup de dos, poc oloroses. Les fulles tenen forma d'espasa, de 5-35 cm de llarg i 5-25 mm d'ample, que normalment no sobrepassen les flors. La tija fa de 3-35 cm d'alt, no ramificada. Les flors són violetes, grogues, amb tons blanquinosos o violetes o grocs. El tub de la corol·la mesura de 2 a 5 cm de llarg, embolcallat no del tot o per la punta per l'esporofil·le membranós verd. Els tres tèpals externs remenats amb una barba de pèls llargs, grocs, de diverses cèl·lules, de 5-7,5 cm de llarg i 2-3,5 cm d'ample. Els tres pètals interns rectes de 5,5-7,5 cm de llarg i 2-4 cm d'ample.

## Distribució i hàbitat
Creix a la Mediterrània occidental, Mediterrani central, però no al nord d'Àfrica. És un geòfit que prolifera en pendents secs i garrigues. Similar n'és Iris pseudopumila, amb un tub de la corol·la de 5-7,5 cm de llarg, totalment envoltat per l'esporofil·le a la Mediterrània central.

## Taxonomia
Iris lutescens, va ser descrita per Jean-Baptiste Lamarck i publicat a Encycl. 3: 297 1789.
Etimologia
Iris: nom genèric anomenat així per Iris la deessa grega de l'arc de Sant Martí.
lutescens: epítet llatí que significa "groguenca".
Varietat acceptada
- Iris lutescens subsp. subbiflora (Brot.) D.A.Webb & Chater

Sinonímia
- I. lutescens subsp. lutescens. Estat espanyol fins a Itàlia.
  - I. pyrenaica L., Cent. Pl. I: 4 (1755), sinònim provisional; sense material conegut.
  - Chamaeiris angustifolia Medik., Hist. & Commentat. Acad. Elect. Sci. Theod.-Palat. 6: 418 (1790).
  - I. virescens F.Delaroche a P. J. Redouté, Liliac. 5: t. 295 (1810).
  - I. sordida Willd., Enum. Pl., Suppl.: 4 (1814), nom. illeg.
  - I. longiflora Vest ex Schult., Mant. 1: 304 (1822).
  - I. chamaeiris Bertol., Fl. Ital. 3: 609 (1838).
  - I. olbiensis Hénon, Ann. Sci. Phys. Nat. Lyon 8: 462 (1845).
  - I. italica Parl., Nuov. Gen. Sp. Monocot.: 37 (1854).
  - I. neglecta Parl., Nuov. Gen. Sp. Monocot.: 41 (1854), nom. illeg.
  - I. statellae Tod., Nuov. Gen. Sp.: 5 (1858).
  - I. myleri K.Koch, Wochenschr. Gärtnerei Pflanzenk. 2: 206 (1859).
  - Gynandriris italica (Parl.) Sanguin., Fl. Roman. Prodr. Alt.: 747 (1864).
  - I. virescens var. statellae (Tod.) Nyman, Consp. Fl. Eur.: 701 (1882).
  - I. chamaeiris subsp. italica (Parl.) K.Richt., Pl. Eur. 1: 253 (1890).
  - I. chamaeiris subsp. olbiensis (Hénon) K.Richt., Pl. Eur. 1: 254 (1890).
  - I. burnatii Baker, Handb. Irid.: 33 (1892).
  - I. chamaeiris var. italica (Parl.) Baker, Handb. Irid.: 27 (1892).
  - I. chamaeiris var. olbiensis (Hénon) Baker, Handb. Irid.: 28 (1892).
  - I. lutescens var. statellae (Tod.) Baker, Handb. Irid.: 33 (1892).
  - I. chamaeiris subvar. luteola Rouy a G.Rouy & J.Foucaud, Fl. France 13: 82 (1912).
  - I. lutescens subsp. subbiflora (Brot.) D.A.Webb i Chater, Bot. J. Linn. Soc. 76: 316 (1978). Portugal i sud-oest de l'estat espanyol.
  - I. subbiflora Brot., Fl. Lusit. 1: 50 (1804).
  - I. fragrans Salisb., Trans. Hort. Soc. London 1: 303 (1812).
  - I. lisbonensis Dykes, Gard. Chron., III, 47: 147 (1910).